# Salvia dorystaechas
Salvia subg. Dorystaechas es un subgénero monotípico de Salvia de plantas fanerógamas perteneciente a la familia Lamiaceae. Su única especie: Salvia dorystaechas es originaria de Turquía.

## Distribución y hábitat
El área de distribución nativa de esta especie se extiende en Turquía, especialmente en el suroeste del país, donde crece principalmente en el bioma subtropical.

## Taxonomía
Fue descrito inicialmente como Dorystaechas por Pierre Edmond Boissier y Theodor Heinrich von Heldreich y tanto publicada como validada por George Bentham en Prodromus Systematis Naturalis Regni Vegetabilis 12: 261, en 1848, actualmente es tanto un sinónimo como el basónimo de esta; y ulteriormente, sería degradado a subgénero por Jay B. Walker, Bryan T. Drew y Jesús Guadalupe González en Taxon 66(1): 140, en 2017.
La especie fue descrita inicialmente como Dorystaechas hastata por Pierre Edmond Boissier y Theodor Heinrich von Heldreich y tanto publicada como validada por George Bentham en Prodromus Systematis Naturalis Regni Vegetabilis 12: 261, en 1848, actualmente es un sinónimo de esta; y ulteriormente, sería descrita como Salvia dorystaechas por Bryan T. Drew en Taxon 66(1): 140, en 2017.

#### Etimología
Véase: Salvia
dorystaechas: